# 沙烏駅
沙烏駅（サオえき、朝鮮語: 사오역）は、朝鮮民主主義人民共和国平安北道球場郡沙烏里にある駅で、青年八院線に属する。

## 隣の駅
青年八院線
墨時駅 - 沙烏駅 - 下草駅